# 레이크 (오스트레일리아의 드라마)
《레이크》(영어: Rake)는 2010년부터 2018년까지 방영된 오스트레일리아의 드라마이다. 2014년 폭스에서 동명 미국판이 총 1 시즌 방영되었다.